# Fredonia (Kansas)
Fredonia település az Amerikai Egyesült Államok Kansas államában, Wilson megyében, melynek megyeszékhelye is. Lakosainak száma 2151 fő (2020. április 1.).

## Népesség
A település népességének változása:

| 2010 | 2 482 |
| 2020 | 2 151 |